# Georg-Büchner-Gymnasium Düsseldorf
Das Georg-Büchner-Gymnasium ist ein Gymnasium im Düsseldorfer Stadtteil Golzheim.

## Geschichte
Die Schule wurde 1965 gegründet und war lange Jahre Düsseldorfs einziges Aufbaugymnasium. Der Vorläufer war die Aufbaustufe für Realschulabsolventen am Gymnasium in Düsseldorf-Gerresheim. In dieser Zeit hatten viele Deutschlehrer eine zusätzliche Ausbildung für das Fach „Deutsch als Fremdsprache“, weil gut die Hälfte der Schüler einen Migrationshintergrund hatte. 2015 wurde beschlossen, die Schule in ein reguläres Gymnasium mit Erprobungsstufe, Mittelstufe und Oberstufe zu überführen. 2018 wurde für 2,7 Mio. Euro eine neue Mensa für das Georg-Büchner-Gymnasium und die benachbarte Realschule Golzheim gebaut.

## Schulleiter
- bis 1992: Johann Friedrich Hoffmann
- 1992–2006: Gunter Stauf[7]
- 2007–2008: Dieter Ziemann (lediglich  kommissarisch)[8]
- 2008–2021: Inge Schleier-Groß[9]
- seit August 2021: Assunta Braidi[10]

## Besonderheiten

### Schulfächer
Das Schulfach Informations- und Kommunikationstechnische Grundbildung (IKG) wird im 5. Schuljahr unterrichtet. In dem Fach IKG werden Chancen, Gefahren und Risiken von Surfen im Internet mit Smartphone, Tablet und dergleichen den Schülerinnen und Schülern dargelegt.
Außerdem gibt es in der Erprobungsstufe eine Bläserklasse.

### Schulpartnerschaften
Die Schule hat zwei Schulpartnerschaften. Eine davon besteht zur St. Denis Ssebugwawo Secondary School der Partnerschule in Uganda in Ggaba am Viktoriasee bei Kampala.